# Елизаветинка (Куйбышевский район)
Елизаве́тинка — деревня в Куйбышевском районе Новосибирской области. Входит в состав Чумаковского сельсовета. 

## География
Площадь деревни — 70 гектаров.

## Население
| 2002 | 2007 | 2010 |
| ---- | ---- | ---- |
| 151  | ↘109 | ↘70  |

## Инфраструктура
В деревне по данным на 2007 год функционирует 1 учреждение здравоохранения.